# Арно Буато
Арно Буато (фр. Arnaud Boiteau, 7 листопада 1973) — французький вершник.
Олімпійський чемпіон 2004 року в командному триборстві.
Срібний призер Чемпіонату Європи з кінного триборства 2003 (командне триборство), 2005 (командне триборство), 2007 (командне триборство) років.